# Pomnik Bolesława Chrobrego w Gnieźnie
Pomnik Bolesława Chrobrego – pomnik poświęcony pierwszemu koronowanemu władcy Polski – Bolesławowi Chrobremu, znajdujący się w Gnieźnie, przy ulicy Jana Łaskiego. Monument stoi w najbliższym sąsiedztwie bazyliki prymasowskiej, na Wzgórzu Lecha.

## Historia

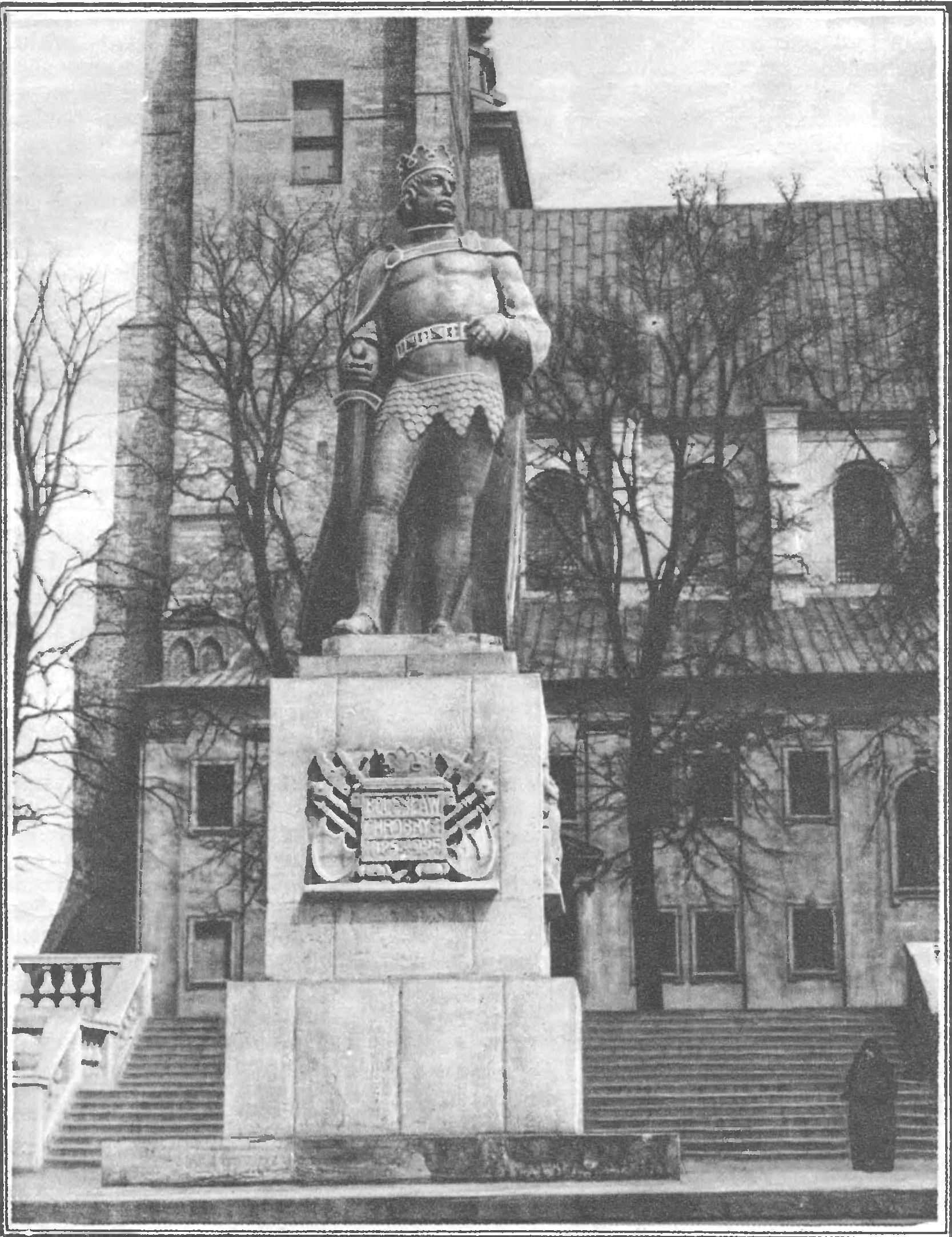
Pomnik Bolesława Chrobrego z okresu międzywojennego, przed zniszczeniem przez Niemców

Inicjatorem budowy pomnika był ks. bp Antoni Laubitz. Pomnik zaprojektowany został przez artystę-rzeźbiarza, Marcina Rożka. 12 września 1925 roku odsłonięta została przez Prezydenta RP Stanisława Wojciechowskiego gipsowa replika pomnika, która oficjalnie była aktem położenia kamienia węgielnego i uczczeniem 900. rocznicy gnieźnieńskiej koronacji Bolesława Chrobrego.
Spiżowy monument został wykonany w Warszawie w zakładzie Braci Łopieńskich. Ostatecznie stanął na najniższym poziomie tarasowego placu katedralnego w kwietniu 1929 roku, a uroczystego odsłonięcia dokonał 30 maja 1929 Prezydent RP Ignacy Mościcki
Pomnik został zniszczony przez Niemców w czasie kampanii wrześniowej w 1939 roku.
Po 60. latach od inauguracji dzieła Rożka, król Bolesław I Chrobry ponownie stanął na cokole gnieźnieńskiego pomnika. Monument tym razem ustawiono na wyższym tarasie placu katedralnego, tuż przy schodach, co potęguje wielkość (4,75 m postać i blisko 4 m cokół) postumentu. Uroczystość ta miała  miejsce 9 maja 1985 roku, a wykonawcą rzeźby, opartej na pierwowzorze sprzed II wojny był Jerzy Sobociński; inny artysta – podobnie jak Marcin Rożek – związany z Wielkopolską.